# Adixoana auripyga
Adixoana auripyga är en fjärilsart som beskrevs av Embrik Strand 1912. Adixoana auripyga ingår i släktet Adixoana och familjen glasvingar. Inga underarter finns listade i Catalogue of Life.